# Elke Erb
Elke Erb   (Rheinbach, 18 de febrer de 1938 - Berlín, 22 de gener de 2024) va ser una escriptora, lectora i traductora alemanya. Era una de les tres filles de l'investigador literari Ewald Erb i la germana gran de l'escriptora Ute Erb. La seva família es va traslladar de Renània a Halle i allí va residir amb les seves germanes a les fundacions Francke. Entre 1958 i 1959 va treballar com a agricultora, i després va començar a estudiar germanística, filologia eslava, història i pedagogia a Trobi. El 1965 va començar a treballar com a lectora a l'editorial Mitteldeutscher Verlag. Entre 1967 i 1978 va estar casada amb Adolf Endler.

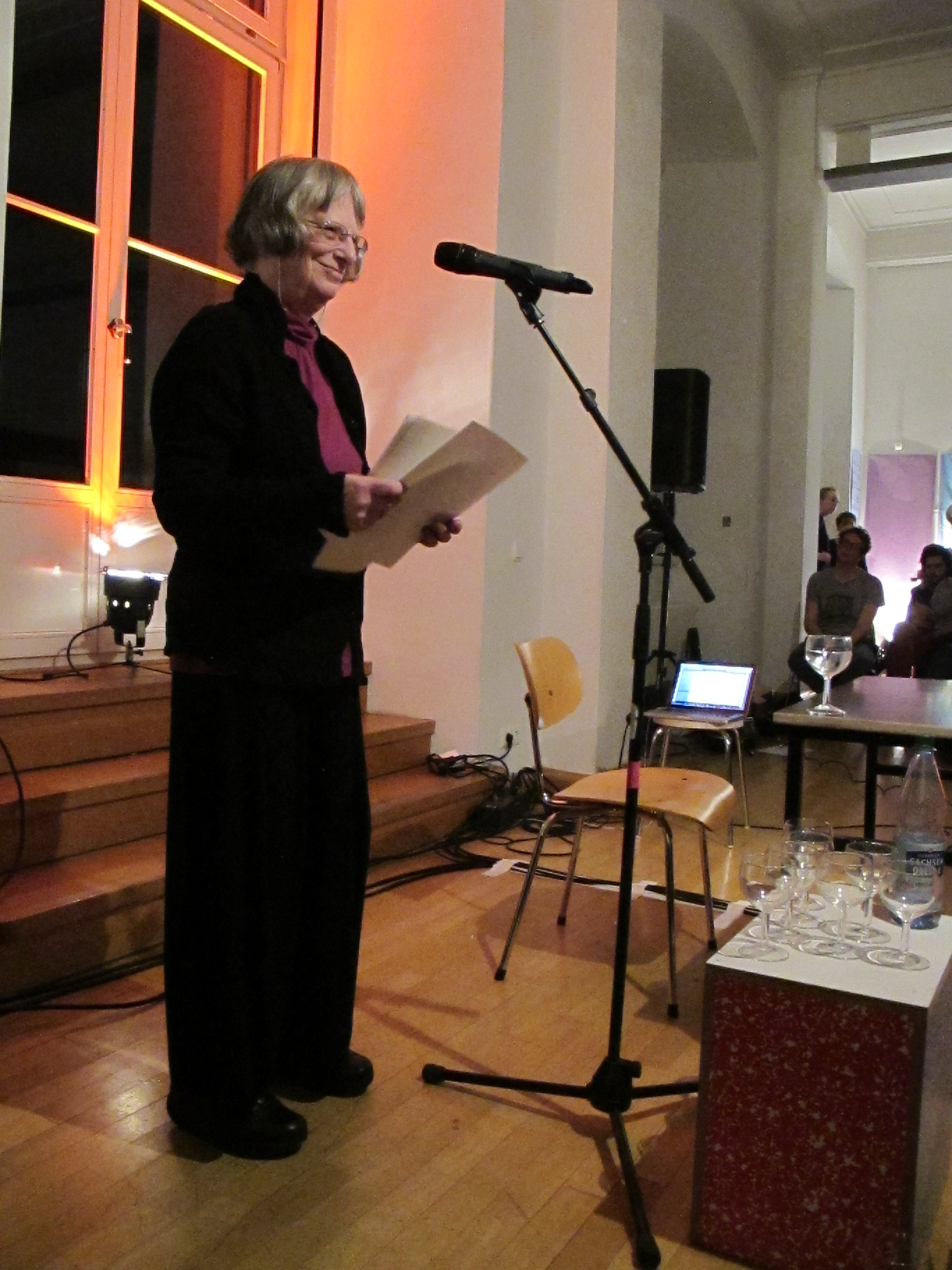
Elke Erb l'any 2014

Des de 1966 era escriptora independent. La seva primera traducció d'entitat, apareguda el 1974, era d'uns textos de Marina Tsvetàieva. Va escriure prosa, poesia, traduccions (novel·les d'Oleg Jurjew, textos d'Olga Martynova…) i adaptacions, sobretot del rus, a més de ser editora.
La seva proximitat amb moviments pacifistes independents, la seva col·laboració en una antologia poètica no oficial i la seva protesta per l'expatriació del defensor dels drets civils Roland Jahn van motivar que fos objecte de vigilància per part de la Stasi.
Era membre de la Sächsischen Akademie der Künste i des del maig de 2012 de l'Acadèmia de les Arts de Berlín. Residia a Berlín.

## Obres
- Gutachten. Poesie und Prosa (1975)
- Einer schreit: Nicht! Geschichten und Gedichte (1976)
- Der Faden der Geduld (1978)
- Trost. Gedichte und Prosa (1982)
- Vexierbild (1983)
- Kastanienallee. Texte und Kommentare (1987)
- Winkelzüge oder Nicht vermutete, aufschlußreiche Verhältnisse (1991)
- Nachts, halb zwei, zu Hause. Texte aus drei Jahrzehnten (1991)
- Poets Corner 3: Elke Erb (1991)
- Unschuld, du Licht meiner Augen (1994)
- Der wilde Forst, der tiefe Wald. Auskünfte in Prosa (1995)
- Mensch sein, nicht. Gedichte und andere Tagebuchnotizen (1998)
- Leibhaftig lesen (1999)
- Sachverstand (2000)
- Lust. 2 Gedichte (2001)
- Parabel (2002)
- die crux (2003)
- Gänsesommer (2005)
- Freunde hin, Freunde her (2005)
- Sonanz. 5-Minuten-Notate (2008)
- Wegerich. Wahn. Denn Wieso? (2008)
- Meins (2010)
- Elke Erb (2012)
- Das Hündle kam weiter auf drein (2013)
- Sonnenklar (2015)

## Traduccions

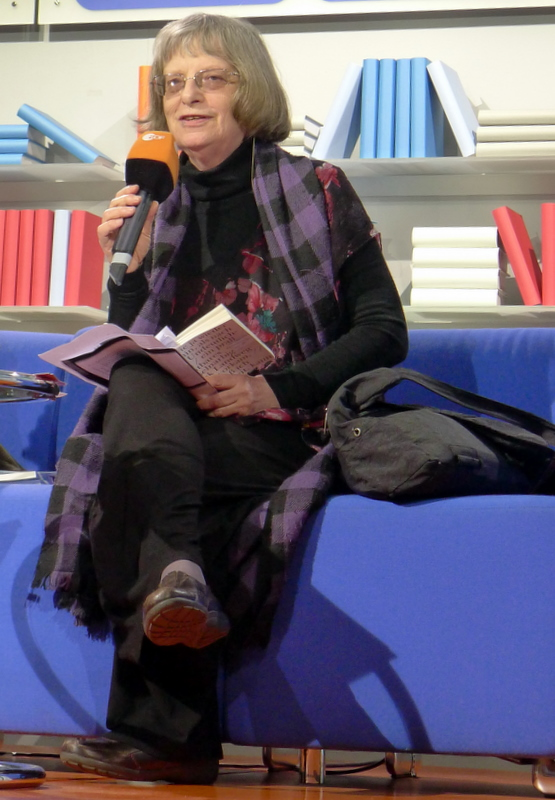
Elke Erb en recollir el Preis der Literaturhäuser el 2011.

- Oleg Jurjew: Halbinsel Judatin (2014)

## Reconeixements
- 1988 Premi Peter Huchel
- 1990 Premi Heinrich Mann[7]
- 1993 Ehrengabe der Schillerstiftung
- 1994 Medalla Rahel Varnhagen von Ense
- 1995 Premi Erich Fried
- 1995 Hoste d'honor del Deutsche Akademie Rom Vila Massimo
- 1995 Ida-Dehmel-Literaturpreis
- 1999 Norbert Conrad Kaser-Lyrikpreis
- 1999 Premi F. C. Weiskopf
- 2007 Premi Hans Erich Nossack
- 2011 Preis der Literaturhäuser
- 2011 Erlanger Literaturpreis für Poesie als Übersetzung
- 2012 Premi Roswitha
- 2012 Premi Georg Trakl
- 2013 Premi Ernst Jandl
- 2014 Premi Anke Bennholdt Thomsen